# Upplands runinskrifter 433
Upplands runinskrifter 433 är en vikingatida runsten av rödgrå granit i Husby-Ärlinghundra kyrka, Husby-Ärlinghundra socken och Sigtuna kommun. Runstenen är 1 gånger 0,6 meter. Runhöjden är 6 centimeter.  Runstenen sitter inmurad på utsidan av södra kyrkväggen ungefär 30-40 centimeter över marken.

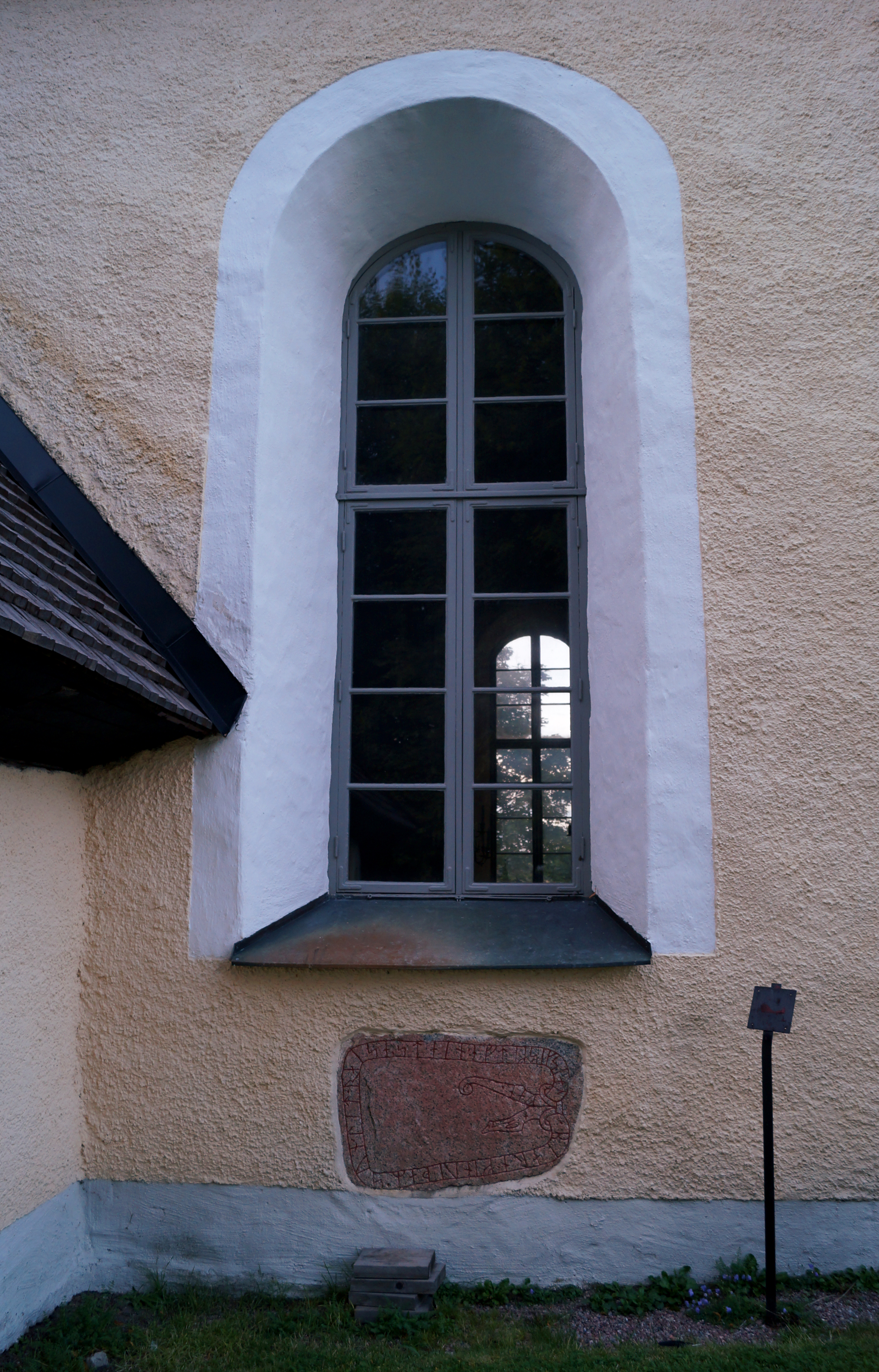
Runstenens placering under kyrkfönstret.

## Inskriften
Translitterering av runraden:
×· biarn · finuiþaʀ · sun · lit · raisa · stain · eftiʀ · sik · sialfan ·
Normalisering till runsvenska:
Biorn, Finnviðaʀ sunn, let ræisa stæin æftiʀ sik sialfan.
Översättning till nusvenska:
Björn, Finnvids son, lät resa stenen efter sig själv.